# Haniel Langaro
Haniel Vinícius Inoue Langaro, né le 7 mars 1995 à Umuarama est un joueur brésilien international de handball, jouant au poste d'arrière gauche. Depuis 2020, il évolue dans le club espagnol du FC Barcelone où il a remporté de nombreux titres comme la ligue des champions en 2021-2022 

## Biographie
Langaro subit une rupture du tendon d'Achille droit en décembre 2022, ce qui le prive de toute compétition durant six mois.

## Palmarès

### En équipe nationale
- Jeux olympiques
  - 7e place : 2016, à Rio de Janeiro
- Championnat du monde
  - 9e place : 2019
  - 16e place : 2017
- Jeux panaméricains
  -  : 2019
- Championnat panaméricain
  -  : 2016
  -  : 2018
- Championnat d'Amérique du Sud et centrale
  -  : 2022
  -  : 2020
- Championnat junior panaméricain
  -  : 2015

### En clubs
Compétitions internationales
- Vainqueur de la Ligue des champions (2) : 2021 et 2022

Compétitions nationales
- Vainqueur du Championnat d'Espagne (2) : 2021 et 2022
- Vainqueur de la Coupe du Roi (2) : 2021 et 2022
- Vainqueur de la Coupe ASOBAL (2) : 2021 et 2022
- Vainqueur de la Supercoupe d'Espagne (2) : 2020-2021 et 2021-2022

## Distinctions individuelles
- Meilleur arrière gauche lors du Championnat d'Amérique du Sud et centrale en 2020.